# District de Fianarantsoa
Fianarantsoa est un district de Madagascar, situé dans le centre de la région Haute Matsiatra, dans la province de Fianarantsoa. L'étendue spatiale du district se superpose avec celle de la commune urbaine de Fianarantsoa. Il fait suite en 2007 à l'ancien district de Fianarantsoa I. Le district est traversé par deux routes nationales: la RN 7 d'Antananarivo à Toliara et la RN 42 de Fianarantsoa à Ikalamavony.